# Liga I 2023-24
La temporada 2023-24 fue la centésima sexta edición de la Liga I la máxima categoría del fútbol profesional en Rumania, y organizada por la Liga Profesionistă de Fotbal. La temporada comenzó el 14 de julio de 2023 y finalizara el 2 de junio de 2024. 
El FCV Farul Constanța es el campeón defensor tras conseguir la temporada pasada su segundo título de liga de su historia.

## Formato
Los 16 equipos participantes jugarán entre sí todos contra todos dos veces totalizando 30 partidos cada uno, al término de la fecha 30 los seis primeros clasificados pasarán a jugar la ronda por el campeonato, mientras que los otros diez pasarán a jugar la ronda por la permanencia.
Los equipos clasificados 9° y 10° de la ronda por la permanencia descenderán directamente a Liga II, mientras el 7° y 8° lugares jugarán una ronda de ascenso/descenso contra el 3° y 4° lugares de la Liga II 2023-24.

## Ascensos y descensos
Descendidos
El primer club en descender la temporada pasada fue el CS Mioveni poniendo fin a su estancia de dos años en la máxima categoría. 
El segundo club en descender fue el AFC Chindia Târgoviște, que descendió tras cuatro años en la máxima división.
El tercer club en descender fue el FC Argeș Pitești, que descendió después de caer derrotado en los playoffs de ascenso/descenso ante el Dinamo de Bucareșt, poniendo así fin a su estancia de tres años en la máxima categoría.
Ascensos
Ascendieron de la Liga II el campeón FC Politehnica Iași que regresa a la máxima categoría después de dos años de ausencia.
El segundo club en ascender fue Oțelul Galați, que regresó a la Liga I después de ocho años de ausencia y por primera vez desde su refundación en 2016 por quiebra.
El tercer club en ascender fue el Dinamo de Bucareșt, después de ganar el playoff de ascenso/descenso contra el Argeș Pitești, que de esta manera regresó tras descender en la temporada 2021-22.
| Pos. | Descendidos de la Liga I 2022-23 |
| ---- | -------------------------------- |
| 14.º | FC Argeș Pitești                 |
| 15.º | FC Chindia Târgoviște            |
| 16.º | CS Mioveni                       |

| Pos. | Ascendidos de la Liga II 2022-23 |
| ---- | -------------------------------- |
| 1.º  | FC Politehnica Iași              |
| 2.º  | SC Oțelul Galați                 |
| 3.º  | FC Dinamo București              |

## Equipos participantes
| Club                      | Ciudad          | Estadio                            | Capacidad |
| ------------------------- | --------------- | ---------------------------------- | --------- |
| FC Botoșani               | Botoșani        | Stadionul Municipal Botoşani       | 12.000    |
| CFR Cluj                  | Cluj-Napoca     | Stadionul Dr. Constantin Rădulescu | 23.500    |
| Dinamo București          | Bucarest        | Arena Națională                    | 55.634    |
| FCV Farul Constanța       | Constanța       | Stadionul Farul                    | 15.500    |
| Rapid de Bucarest         | Bucarest        | Estadio Rapid-Giulești             | 14.100    |
| FC Steaua București       | Bucarest        | Estadio Steaua                     | 31.600    |
| FC Hermannstadt           | Sibiu           | Estadio Municipal de Sibiu         | 14.200    |
| Otelul Galati             | Galați          | Estadio Oțelul                     | 13.000    |
| FC Petrolul Ploiești      | Ploiești        | Estadio Ilie Oană                  | 15.500    |
| Politehnica Iași          | Iași            | Estadio Emil Alexandrescu          | 11.481    |
| Sepsi OSK Sfântu Gheorghe | Sfântu Gheorghe | Stadionul Silviu Ploeșteanu        | 8.800     |
| FCU Craiova 1948          | Craiova         | Stadionul Ion Oblemenco            | 30.983    |
| Universitatea Cluj        | Cluj-Napoca     | Cluj Arena                         | 30.201    |
| Universitatea Craiova CS  | Craiova         | Estadio Ion Oblemenco              | 30.983    |
| FC UTA Arad               | Arad            | Estadio Francisc von Neumann       | 12.700    |
| FC Voluntari              | Voluntari       | Stadionul Anghel Iordănescu        | 4.600     |

## Temporada regular

### Clasificación
| Pos. | Equipo                | Pts. | PJ | G  | E  | P  | GF | GC | Dif. | Clasificación    |
| ---- | --------------------- | ---- | -- | -- | -- | -- | -- | -- | ---- | ---------------- |
| 1    | FCSB                  | 64   | 30 | 19 | 7  | 4  | 53 | 28 | +25  | Grupo campeonato |
| 2    | Rapid București       | 55   | 30 | 15 | 10 | 5  | 55 | 32 | +23  | Grupo campeonato |
| 3    | CFR Cluj              | 53   | 30 | 15 | 8  | 7  | 54 | 29 | +25  | Grupo campeonato |
| 4    | Universitatea Craiova | 49   | 30 | 13 | 10 | 7  | 47 | 38 | +9   | Grupo campeonato |
| 5    | Farul Constanța       | 43   | 30 | 11 | 10 | 9  | 37 | 38 | −1   | Grupo campeonato |
| 6    | Sepsi OSK             | 43   | 30 | 12 | 7  | 11 | 43 | 34 | +9   | Grupo campeonato |
| 7    | Universitatea Cluj    | 42   | 30 | 10 | 12 | 8  | 35 | 38 | −3   | Grupo descenso   |
| 8    | UTA Arad              | 40   | 30 | 10 | 10 | 10 | 36 | 43 | −7   | Grupo descenso   |
| 9    | FC Hermannstadt       | 40   | 30 | 9  | 13 | 8  | 36 | 31 | +5   | Grupo descenso   |
| 10   | Petrolul Ploiești     | 35   | 30 | 7  | 14 | 9  | 29 | 32 | −3   | Grupo descenso   |
| 11   | Oțelul Galați         | 34   | 30 | 6  | 16 | 8  | 31 | 36 | −5   | Grupo descenso   |
| 12   | Politehnica Iași      | 33   | 30 | 7  | 12 | 11 | 33 | 44 | −11  | Grupo descenso   |
| 13   | FCU Craiova 1948      | 31   | 30 | 9  | 4  | 17 | 43 | 50 | −7   | Grupo descenso   |
| 14   | Dinamo București      | 29   | 30 | 8  | 5  | 17 | 22 | 41 | −19  | Grupo descenso   |
| 15   | FC Voluntari          | 28   | 30 | 6  | 10 | 14 | 31 | 49 | −18  | Grupo descenso   |
| 16   | Botoșani              | 21   | 30 | 3  | 12 | 15 | 30 | 52 | −22  | Grupo descenso   |

 Fuente: LPF Soccerway
Criterios de clasificación: 1) Points; 2) Head-to-head points; 3) Head-to-head goal difference; 4) Head-to-head goals scored; 5) Goal difference; 6) Goals scored; 7) Play-off.

## Grupo Campeonato
| Pos. | Equipo                | Pts. | PJ | G | E | P | GF | GC | Dif. | Clasificados                                              |
| ---- | --------------------- | ---- | -- | - | - | - | -- | -- | ---- | --------------------------------------------------------- |
| 1    | FCSB (C)              | 49   | 10 | 5 | 2 | 3 | 12 | 11 | +1   | Primera fase clasificatoria de la Liga de Campeones       |
| 2    | CFR Cluj              | 46   | 10 | 6 | 1 | 3 | 19 | 14 | +5   | Segunda fase clasificatoria de la Liga Europa Conferencia |
| 3    | Universitatea Craiova | 44   | 10 | 6 | 1 | 3 | 18 | 14 | +4   | Clasificado a los play-offs para competición europea      |
| 4    | Farul Constanța       | 36   | 10 | 4 | 2 | 4 | 19 | 20 | −1   |                                                           |
| 5    | Sepsi OSK             | 34   | 10 | 3 | 3 | 4 | 17 | 17 | 0    |                                                           |
| 6    | Rapid București       | 32   | 10 | 1 | 1 | 8 | 13 | 21 | −8   |                                                           |

Actualizado a los partidos jugados el 19 de mayo de 2024.
 Fuente: LPF (en rumano) Soccerway
Criterios de clasificación: Puntos • Puntos directos • Diferencia de gol directa • Goles marcados directos • Diferencia de gol • Goles marcados • Play-off.

## Grupo Descenso
| Pos. | Equipo               | Pts. | PJ | G | E | P | GF | GC | Dif. | Clasificados                                         |
| ---- | -------------------- | ---- | -- | - | - | - | -- | -- | ---- | ---------------------------------------------------- |
| 1    | UTA Arad             | 37   | 9  | 5 | 2 | 2 | 15 | 11 | +4   |                                                      |
| 2    | Oțelul Galați        | 36   | 9  | 6 | 1 | 2 | 11 | 7  | +4   | Clasificado a los play-offs para competición europea |
| 3    | FC Hermannstadt      | 34   | 9  | 4 | 2 | 3 | 13 | 7  | +6   |                                                      |
| 4    | Universitatea Cluj   | 33   | 9  | 3 | 3 | 3 | 12 | 10 | +2   | Clasificado a los play-offs para competición europea |
| 5    | Petrolul Ploiești    | 29   | 9  | 3 | 2 | 4 | 8  | 14 | −6   |                                                      |
| 6    | Politehnica Iași     | 27   | 9  | 3 | 1 | 5 | 7  | 8  | −1   |                                                      |
| 7    | FC Botoșani (O)      | 25   | 9  | 4 | 2 | 3 | 11 | 11 | 0    | Clasificado a los play-offs de descenso              |
| 8    | Dinamo București (O) | 25   | 9  | 2 | 4 | 3 | 10 | 12 | −2   | Clasificado a los play-offs de descenso              |
| 9    | FC Voluntari (D)     | 24   | 9  | 2 | 4 | 3 | 11 | 10 | +1   | Descendido a la Liga II                              |
| 10   | FCU Craiova 1948 (D) | 22   | 9  | 1 | 3 | 5 | 8  | 16 | −8   | Descendido a la Liga II                              |

Actualizado a los partidos jugados el 12 de mayo de 2024.
 Fuente: LPF (en rumano) Soccerway
Criterios de clasificación: Puntos • Puntos directos • Diferencia de gol directa • Goles marcados directos • Diferencia de gol • Goles marcados • Play-off.

## Play-off para competición europea

### Play-off semifinal
| 19 de mayo de 2024 | Oțelul Galați | 0:2 (0:0) | Universitatea Cluj | Estadio Oțelul, Galați |  |
| 14:30              |               | Reporte   | Anselmo 62', 73'   |                        |  |

### Play-off final
| 26 de mayo de 2024 | Universitatea Craiova                                   | 1:1 (0:0, 1:1) (t. s.)(5:4 p.) | Universitatea Cluj                                        | Estadio Ion Oblemenco, Craiova |  |
| 20:00              | Houri 120'                                              |                                | Nistor 120+10'                                            |                                |  |
|                    |                                                         | Tiros desde el punto penal     |                                                           |                                |  |
|                    | Koljić · Silva · Mekvabishvili · Crețu · Houri · Zajkov |                                | Bic · Mitrea · Chipciu · Thalisson Kelven · Nistor · Ilie |                                |  |

## Play-offs por la permanencia
Los equipos clasificados 13.° y 14.° de la Liga I se enfrentan al equipo clasificado 3.° y 4.° de la Liga II.
| Equipo 1    | Agr. | Equipo 2         | Ida | Vuelta |
| ----------- | ---- | ---------------- | --- | ------ |
| Mioveni     | 0–2  | FC Botoșani      | 0–1 | 0–1    |
| Csíkszereda | 0–2  | Dinamo București | 0–2 | 0–0    |

## Goleadores
- Actualizado al 19 de mayo de 2024[5]

| Rank | Jugador           | Club                | Goles |
| ---- | ----------------- | ------------------- | ----- |
| 1    | Florinel Coman    | FCSB                | 18    |
| 1    | Philip Otele      | CFR Cluj            | 18    |
| 3    | Albion Rrahmani   | Rapid București     | 17    |
| 4    | Alexandru Mitriță | FCU Craiova 1948    | 16    |
| 5    | Darius Olaru      | FCSB                | 15    |
| 6    | Marius Ștefănescu | Sepsi OSK           | 14    |
| 6    | Daniel Bîrligea   | CFR Cluj            | 14    |
| 8    | Dan Nistor        | Universitatea Cluj  | 13    |
| 9    | Louis Munteanu    | FCV Farul Constanța | 12    |
| 10   | Alexandru Pop     | Otelul Galati       | 11    |
| 10   | Eduard Florescu   | FC Botosani         | 11    |
| 10   | Daniel Paraschiv  | FC Hermannstadt     | 11    |
| 10   | Daniel Popa       | Universitatea Cluj  | 11    |